# Gisèle Khoury
Giselle Khoury (arabisch جيزيل خوري Jīzīl Ḵūrī; geb. als Giselle Azzi; geb. 1961 in Beirut; gest. 15. Oktober 2023 ebenda) war eine libanesisch-französische Journalistin und Talkshowmoderatorin. Bekannt wurde sie durch die Sendung Al Mashhad, in der sie prominente Persönlichkeiten aus der Arabischen Welt interviewte.

## Herkunft und Ausbildung
Giselle Azzi kam 1961 im Beiruter Distrikt Achrafieh zur Welt. Ihre Familie stammte ursprünglich aus Okaibe im Keserwan-Distrikt. Sie studierte Geschichtswissenschaft an der Heilig-Geist-Universität Kaslik und Medienwissenschaft an der Libanesischen Universität.
Khoury begann ihre Karriere 1985 bei der LBC als Moderatorin von kulturellen Talkshows. Im Jahr 2002 wechselte sie zur panarabischen Mediengruppe MBC und war an der Gründung des 24-Stunden-Nachrichtensenders Al-Arabiya beteiligt. Von 2003 bis 2013 war sie auf Al-Arabiya Gastgeberin der wöchentlichen politischen Talkshow Bil Arabi und interviewte politische Entscheidungsträger, Staatschefs, Premierminister und Außenminister. In der Sendung wurden aktuelle Ereignisse und die neuesten politischen Entwicklungen in der arabischen Welt und weltweit diskutiert.
Im Jahr 2009 war Khoury Mitbegründerin der Produktionsfirma Al Rawi, die als erstes Projekt eine vierteilige Biografie des Palästinenserführers Jassir Arafat realisierte.
Im Jahr 2013 wurde Khoury von BBC Arabic engagiert, um die Sendung Al Mash'had zu moderieren. Diese hatte Anfang 2014 Premiere. Al Mash'had wird im Libanon produziert und zeigt Augenzeugenberichte über die jüngste Geschichte im Nahen Osten. Khoury reiste in verschiedene Länder, um führende arabische und internationale Persönlichkeiten zu Ereignissen zu befragen, die die Geschichte geprägt haben.
Im Jahr 2020 wechselte sie zu Sky News Arabia und moderierte dort With Gisele.

## Privates Leben
Im Alter von 20 Jahren heiratete Khoury den Arzt Elie Khoury, mit dem sie einen Sohn und eine Tochter hatte. Nach ihrer Ehe behielt den Namen Khoury bei. Später war sie mit dem Journalisten, Schriftsteller und Historiker Samir Kassir verheiratet. Dieser fiel am 2. Juni 2005 einem Mordanschlag zum Opfer. Nach Kassirs Tod setzte sich Khoury für die Verbreitung seines geistigen Erbes ein und war Mitbegründerin der Samir-Kassir-Stiftung und des SKeyes Center for Media and Cultural Freedom.
Khoury starb am 15. Oktober 2023 in ihrem Haus in Beirut an einer Krebserkrankung.

## Auszeichnungen
- 2005 Aufnahme in die Liste der top 8 female journalists globally in TV news and political programs durch die New York Times
- 2019 Chevalière der Legion of Honour[10]
- Ordre des Arts et des Lettres[11]
- 2023: Deutsch-Französischer Preis für Menschenrechte und Rechtsstaatlichkeit (posthum)[12]